# Atylomyia loewi
Atylomyia loewi är en tvåvingeart som beskrevs av Brauer 1898. Atylomyia loewi ingår i släktet Atylomyia och familjen parasitflugor. Inga underarter finns listade i Catalogue of Life.